# The Freddie Mercury Tribute Concert
The Freddie Mercury Tribute Concert for AIDS Awareness (с англ. — «Концерт памяти Фредди Меркьюри для информирования о СПИДе») — концерт, состоявшийся под открытым небом в пасхальный понедельник 20 апреля 1992 года на стадионе Уэмбли в Лондоне, с аудиторией в 72 000 человек. Концерт был спродюсирован для телевидения Рэем Бардисом (англ. Ray Burdis) и транслировался в прямом эфире по телевидению и радио в 76 странах. В России концерт был показан в записи 25 апреля в эфире канала «РТР».
Концерт был данью памяти покойному фронтмену группы Queen, Фредди Меркьюри, а все вырученные средства были отправлены на исследования ВИЧ-инфекции. Также это шоу стало заключительным выступлением басиста Джона Дикона на сцене в составе Queen (кроме одного выступления с Брайаном Мэем, Роджером Тейлором и Элтоном Джоном в 1997 году). Прибыль от продажи билетов на концерт была использована для запуска Mercury Phoenix Trust — благотворительной организации по борьбе со СПИДом.

## История
После смерти Фредди Меркьюри от СПИДа, 24 ноября 1991 года, оставшиеся члены Queen (Джон Дикон, Брайан Мэй и Роджер Тейлор) собрались вместе с менеджером Queen Джимом Бичем с целью организовать концерт под открытым небом, тем самым отпраздновать жизнь и наследие Меркьюри, а также собрать деньги для исследований в области ВИЧ-инфекции и распространения информации об этой болезни. В феврале 1992 года на ежегодной церемонии BRIT Awards Мэй и Тейлор объявили о планах относительно концерта.
Все 72 000 билетов были распроданы за два часа несмотря на то, что музыканты Queen не раскрывали информацию о том, кто будет участвовать в концерте.

## Концерт
Концерт начался с короткого выступления нескольких групп, на творчество которых повлияла музыка Queen, в их числе были — Metallica, Extreme (они играли попурри композиций Queen), Def Leppard (во время их выступления на сцену вышел Брайан Мэй, сыграв гитарное соло в песне «Now I'm Here»), и Guns N' Roses. Между выступлениями групп были показаны несколько видеороликов о Фредди Меркьюри, в то время как администраторы меняли сцену для следующей части концерта.
На протяжении второй половины концерта оставшиеся участники Queen — Джон Дикон (бас), Брайан Мэй (гитара) и Роджер Тейлор (ударные), исполняли популярные хиты группы (а также несколько особенных песен) вместе с приглашёнными певцами и гитаристами, среди них были — Элтон Джон, Роджер Долтри (из The Who), Тони Айомми (из Black Sabbath), Дэвид Боуи, Мик Ронсон (из The Spiders from Mars), Джеймс Хетфилд (из Metallica), Джордж Майкл, Сил, Пол Янг, Энни Леннокс, Лиза Стэнсфилд, Роберт Плант (из Led Zeppelin) Джо Эллиотт и Фил Коллен (из Def Leppard), Эксл Роуз и Слэш (из Guns N' Roses), Лайза Миннелли и другие.
U2, в момент концерта находившиеся в турне Zoo TV Tour, посвятили памяти Меркьюри песню «Until the End of the World», их выступление транслировалось по спутниковой связи из Такомы, штат Вашингтон.
Участие Guns N' Roses вызвало недовольство гей-активистов (из-за текста песни «One in a Million»), но, по словам Слэша, группа всё равно решила выступать, так как «Queen были одной из основных команд, на которых ориентировалась группа в начале своего пути»

«Когда всё закончилось и мы уходили со сцены, Джо Эллиот из Def Leppard схватил меня за руку и сказал: „Посмотри, Брайан. Посмотри на эту толпу. Ты никогда больше не увидишь ничего подобного“. И я могу гордиться этим — гордиться тем, что я знал Фредди, гордиться тем, что мы делали вместе».— Брайан Мэй

## Выступления

### Без группы Queen
- Metallica — «Enter Sandman», «Sad But True», «Nothing Else Matters».

«Феномен Фредди проявился, в частности, в том, что на концерте в его память многие вокалисты были вынуждены менять тональность, исполняя песни Queen, в противном случае они просто не смогли бы их вытянуть».
- Extreme — Queen Medley(«Bohemian Rhapsody», «Keep Yourself Alive», «I Want to Break Free», «Fat Bottomed Girls», «Bicycle Race», «Another One Bites the Dust», «We Will Rock You», «Stone Cold Crazy», «Radio Ga Ga»), «Love of My Life» (Гэри Чероне и Нуно Беттанкур), «More Than Words» (Гэри Чероне и Нуно Беттанкур).
- Def Leppard — «Animal», «Let's Get Rocked», «Now I'm Here» (вместе с Брайаном Мэем).
- Боб Гелдоф — «Too Late God».
- Spinal Tap — «The Majesty of Rock».
- U2 — «Until the End of the World» — исполняли по спутниковой связи из Такомы, штат Вашингтон.
- Guns N' Roses — «Paradise City», «Only Women Bleed» (intro), «Knockin’ on Heaven’s Door».
- Mango Groove — «Special Star» — исполняли по спутниковой связи из Йоханнесбурга, Южная Африка.
- Элизабет Тейлор — предупреждающая речь о СПИДе.
- Фредди Меркьюри — подборка из различных распевок вместе с аудиторией.

### Вместе с группой Queen
1. Queen + Джо Эллиотт/Слэш — «Tie Your Mother Down»
2. Queen + Роджер Долтри/Тони Айомми — «Heaven and Hell» (intro), «Pinball Wizard» (intro), «I Want It All»
3. Queen + Zucchero — «Las Palabras de Amor»
4. Queen + Гэри Чероне/Тони Айомми — «Hammer to Fall»
5. Queen + Джеймс Хэтфилд/Тони Айомми — «Stone Cold Crazy»
6. Queen + Роберт Плант — «Innuendo», «Thank You» (intro), «Crazy Little Thing Called Love»
7. Брайан Мэй вместе со Спайком Эдни — «Too Much Love Will Kill You»
8. Queen + Пол Янг — «Radio Ga Ga»
9. Queen + Сил — «Who Wants to Live Forever»[7]
10. Queen + Лиза Стэнсфилд — «I Want to Break Free»
11. Queen + Дэвид Боуи/Энни Леннокс — «Under Pressure»
12. Queen + Дэвид Боуи/Мик Ронсон/Иэн Хантер/Джо Эллиотт/Фил Коллен — «All The Young Dudes»
13. Queen + Дэвид Боуи/Мик Ронсон — «Heroes»
14. Дэвид Боуи — «The Lord’s Prayer»
15. Queen + Джордж Майкл — «’39»
16. Queen + Джордж Майкл/Лиза Стэнсфилд — «These Are the Days of Our Lives»
17. Queen + Джордж Майкл — «Somebody to Love»[8]
18. Queen + Элтон Джон/Эксл Роуз — «Bohemian Rhapsody»
19. Queen + Элтон Джон/Тони Айомми — «The Show Must Go On»
20. Queen + Эксл Роуз — «We Will Rock You»
21. Queen + Лайза Миннелли/Остальные исполнители — «We Are the Champions»
22. Queen — God Save The Queen (taped outro)

### Дополнительные музыканты
Вместе с Queen на этом концерте играли следующие музыканты:
- Спайк Эдни — клавишные, фортепиано, бэк-вокал
- Майк Моран — фортепиано на «Who Wants to Live Forever» и «Somebody to Love»
- Джош Макрэ — перкуссия на некоторых композициях Queen
- Крис Томпсон — бэк-вокал, акустическая гитара на «I Want It All», «Crazy Little Thing Called Love» и «Heroes», дополнительная перкуссия
- Мэгги Райдер — бэк-вокал
- Мириам Стокли — бэк-вокал
- Лондонский общественный церковный хор — бэк-вокал на «Somebody to Love» и «We Are the Champions»
- Джон Джонз — орган и бэк-вокал на «We are the Champions»

## Дополнительные факты
- Концерт стал вторым громким проектом при участии Элтона Джона и Джорджа Майкла за продолжительное время, первым была песня Элтона «Don’t Let the Sun Go Down on Me», которую они переработали и спели вместе годом ранее.
- За кулисами Роджер Долтри объявил Extreme, что они — любимая группа его дочери, чем поверг музыкантов в шок.[9][значимость факта?]
- Джордж Майкл совместно с Queen в 1993 году выпустил мини-альбом Five Live, в который вошли записи с данного концерта, и впоследствии описывал выступление как «одно из величайших событий в своей жизни»[5].
- Innuendo, исполненная на концерте, не вошла ни в официальный релиз группы из-за плохого выступления, ни в последующие переиздания. Роберт Плант не всегда успевал к началу его партии, Брайан Мэй не попадал в такт во время соло, а Роджер Тейлор пропустил один удар по тарелке крэш перед гитарным соло.

## Рецензии
- The Times, 26 April 1992
- The Denver Post, 23 May 1993 (VHS review)
- Allmusic 2xDVD review